# Torre Cervati
Die Torre Cervati war ein Beobachtungs- und Verteidigungsturm aus dem Hochmittelalter im Viertel Posillipo der Stadt Neapel. Sie lag in der Via Torre Cervati, zwischen der Via Manzoni und der Via Caravaggio. Heute gibt es davon nur noch einige Reste.

## Geschichte und Beschreibung
Der Turm wurde, wie die benachbarte Torre Ranieri, im Laufe des Hochmittelalters (ca. 9.–12. Jahrhundert) gebaut. Ursprünglich gehörte er den Markgrafen Cervati, wurde aber später aus unbekannten Gründen vollständig zerstört. Heute sichtbar sind nur noch einige Reste der Umfassungsmauer und eine Steintafel aus dem 18. Jahrhundert, auf der die Episode erzählt wird, dass der König einen Bescheid für zwölf Jäger erlassen hatte, die sich auf das Grundstück der Ruine geschlichen hatten.